# 奥沙唑仑
奥沙唑仑（Oxazolam）为一种神经系统用药、镇静催眠药、抗焦虑药物。此药是地西泮、氯氮平的主要代谢产物。他的药理作用和地西泮、氯氮类似但弱些，属于短到中效苯二氮平类药物。市面上的主要规格为胶囊10毫克、片剂（5mg、10mg、20mg）、10%散剂。

## 药理与药动
奧沙唑侖是苯二氮卓类药，主要作用在杏仁核、下丘脑的大脑边缘系统，对大脑皮质的激活系统无影响。有和地西泮类同的安静平稳功效和化学结构，作用强但毒性低，對催眠、肌松、步履失调等一些的抑制作用小。动物实验方面大鼠有躯体依赖，对狗有躯体依赖但依赖程度低于地西泮。
口服快速吸收，4个小時裡血药浓度达顶峰，半衰期是六到二十四小時，持续长度最少48小时。分布在各脏器，其中肝脏和肾脏分布数达总量50%以上。代谢产物是N-去甲安定与二苯甲酮类结合物，二苯甲酮类结合物从排尿清除，N-去甲安定的半衰期是61小时。

## 适用范围
用作治疗焦虑、紧张、抑郁等一些情感障碍，还可用在神经症、植物神经症状、心身疾病和小儿癫痫等，也用作麻醉前用药。但大剂量持续服用不可超过2周，用药期间不适合饮酒。
外国的1548例报道证明神经症有效率是70.2％，植物神经功能失调是77.3％，心身疾病是85.7％，麻醉前给药是72.9％。

## 用法及用量
若用于抗焦虑则口服每天3次，每顿10～20mg。麻醉前给药一般于进行手术前1～2毫克每千克。年长者和体质差者抗焦虑时起始剂量是7.5毫克1天三顿，可逐渐根据实情增至15mg1日三到四顿。吸烟的人与不吸烟者相比使用剂量要比较多。和中枢抑制药、单胺氧化酶抑制剂一起用或喝酒能增强此药作用，所以应该停服本品或减少用量，和西咪替丁一起用会影响清除率。长期用此药会产生依赖性。

## 副作用
1. 依賴性：大量連續服用時，偶而會引起藥物依賴。長期服用如需停藥時，則需注意要慢慢的進行減量。
2. 精神、神經系統：有時會有睡意、蹣跚 、頭昏 、頭痛、失眠、舌頭不靈活，偶而也會有焦急不安定的現象出現。
3. 循環系統：麻醉前投藥偶而會有頻脈現象。
4. 消化系統：有心、便秘、食欲不振、胃部不舒服、下痢、口渴之現象，偶而也會有嘔吐之現象。
5. 過敏症：如有發疹、蕁麻疹等過敏症狀出現時請停止服藥。
6. 骨骼肌：有時會有倦怠感等肌張力降低症狀[4]。

比较少但常见的有嗜睡、易疲倦、视力模糊、眩晕、低血压、心动过速、步履瞒珊、胃部不适和皮疹、恶梦少见共济失调，偶而会有白细胞减少、肌张力低下和药物依赖。

## 注意事项
有药物滥用或成瘾史、肝肾功能损害者、ADHD病患、低蛋白血症、严重慢性阻塞性肺病、重症肌无力、同时使用神经系统药物、闭角型青光眼的人应该慎用。
而需要禁用的人为使用此药过敏、睡眠呼吸暂停综合征、怀孕早期孕妇、严重呼吸功能不全、急性闭角型青光眼。
用药这段时间或及用药之後不能开车和操作机器。

## 注脚
1. 1 2 3 4  医药数据库中心. . 医学全在线. 2009  [2011-09-27]. （原始内容存档于2010-10-05）.
2. ↑  . 医学全在线.   [2011-09-27]. （原始内容存档于2014-07-14）.
3. 1 2 3 4 5  . 中医世家.   [2011-09-27]. （原始内容存档于2012-02-10）.
4. ↑  Oxazolam 仿單. 天主教耕莘醫療財團法人耕莘醫院. [2022-06-21]. （原始內容存檔於 2022-06-21）.